# کونتاکتو
کونتاکتو یک مجلهٔ اسپرانتو زبان است که توسط سازمان جهانی جوانان اسپرانتودان (به زبان اسپرانتو TEJO) منتشر می‌شود. این مجله همچنین از حمایت انجمن جهانی اسپرانتو (به زبان اسپرانتو UEA) برخوردار است. نشریهٔ کونتاکتو یک دوماهنامه با جامعهٔ هدف جوانان است که موضوعات مختلف فرهنگی، سیاسی و… را مورد بررسی قرار می‌دهد و اکنون خوانندگانی در حدود ۹۰ کشور دنیا دارد. اولین شمارهٔ این مجله در سال ۱۹۶۳ میلادی منتشر شد و اولین سردبیر آن همفری تونکین بود. اکنون سردبیر نشریه کونتاکتو راجنر پاوینسکی Rogener Pavinski از برزیل است.

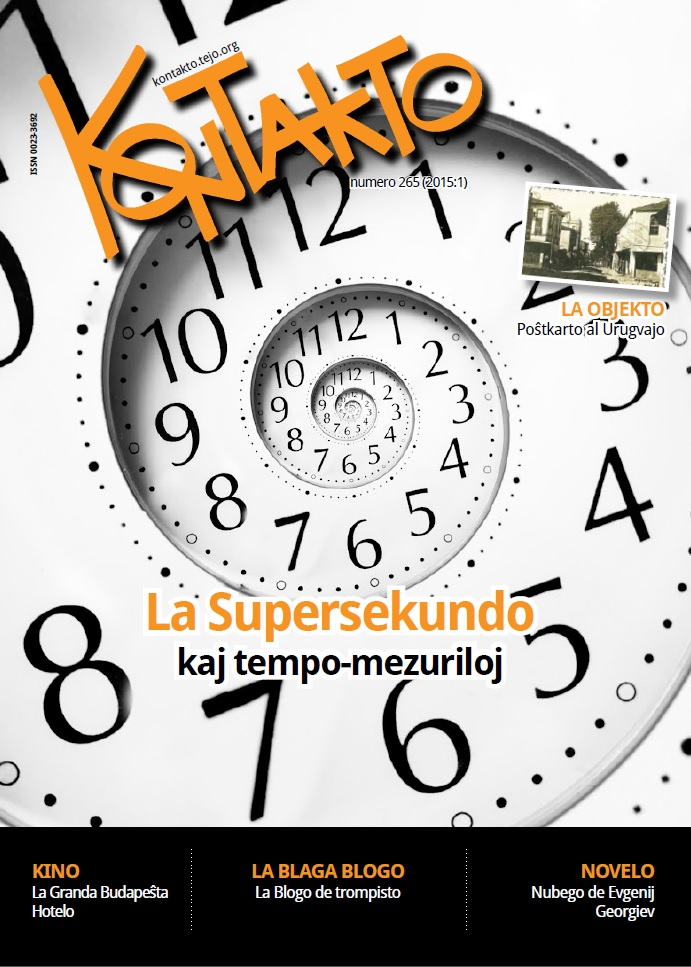
جلد شمارهٔ اول سال ۲۰۱۵ مجلهٔ کونتاکتو

## تاریخچه
اولین شمارهٔ مجلهٔ کونتاکتو در سال ۱۹۶۳ منتشر شد. اما ایدهٔ پایه‌گذاری یک مجلهٔ اسپرانتو زبان با موضوعات جذاب برای جوانان اولین بار در سال ۱۹۶۲ مورد توجه قرار گرفت. در زمان شروع کار این مجله، اغلب موضوع مقالات جامعه‌شناسی یا کمدی‌محور بود. در حقیقت این حوزه‌ها بیشتر مورد علاقهٔ سردبیر آن زمان کونتاکتو یعنی همفری تونکین بود. پس از همفری تونکین، استفان مال Stefan Maul از آلمان مسئولیت مجله را در سال ۱۹۶۶ به عهده گرفت و به عنوان دومین سردبیر آن کار خود را آغاز کرد.
پس از شروع کار رومان دوبرزینسکی Roman Dobrzyński از لهستان به عنوان سردبیر مجلهٔ کونتاکتو در سال ۱۹۶۸، موضوعات مربوط به هنر، ادبیات، عکاسی و تاریخ بیشتر مورد توجه قرار گرفت.
از سال ۱۹۸۳ مجلهٔ کونتاکتو به جای ۴ بار در سال، ۶ بار منتشر شد. با این حال در سال‌های ۱۹۸۰ تغییرات دیگری نیز درون این مجله به وجود آمد. با شروع انتشار مجلهٔ Monato که بیشتر موضوعات سیاسی را مورد بحث قرار می‌داد، مسئولین مجلهٔ کونتاکتو مجبور به تغییر جایگاه این مجله از یک نشریهٔ سیاسی-اجتماعی به یک نشریه با محوریت نوآموزان اسپرانتو شدند. مقالات مربوط به جنبش اسپرانتو نیز از این مجله تقریباً کنار گذاشته شده و این مقالات توسط مجلهٔ تازه تأسیس TEJO Tutmonde منتشر شدند. از آن زمان بخش بزرگی از مقالات مجلهٔ کونتاکتو را متونی تشکیل داد که برای خوانده شدن ساده بودند. این متون را آنا برنان Anna Brennan (با نام اصلی آنا لونشتاین Anna Löwenstein) ویرایش می‌کرد. او همچنین یک لیست از ریشه‌های کلمات پرکاربرد برای اسپرانتو ایجاد کرد. از سال ۱۹۸۳ نیز لیف نوردنستورم Leif Nordenstorm (از سوئد) آنا را در این امر یاری کرد. سپس از سال ۱۹۸۶ الی سال ۱۹۸۹ لیف نوردنستورم به صورت کامل مسئولیت مجله را به عهده گرفت.
از سال ۱۹۹۲ مجلهٔ کونتاکتو فصلی نو را در تاریخ خود آغاز کرد. سردبیر تازهٔ آن یعنی فرانسیسکو ووتی Francisco Veuthey، با سبک و ایده‌های نو خود توانست جانی دوباره به مجله ببخشد. در این زمان بود که مشترکان مجله رشدی بی‌نظیر را تجربه کرد و در آخرین سال کار فرانسیسکو ووتی در مجله تعداد مشترکین به رکورد ۲۰۵۰ رسید.
سردبیر کنونی مجلهٔ کونتاکتو از پاییز سال ۲۰۱۰، راجنر پاوینسکی Rogener Pavinski از برزیل است. این مجله همچنین چندین بار اقدام به برگزاری یک مسابقه با محوریت موسیقی (یک بار در سال ۲۰۱۴ و یک بار در سال ۲۰۱۵) کرد.

## سردبیران مجله

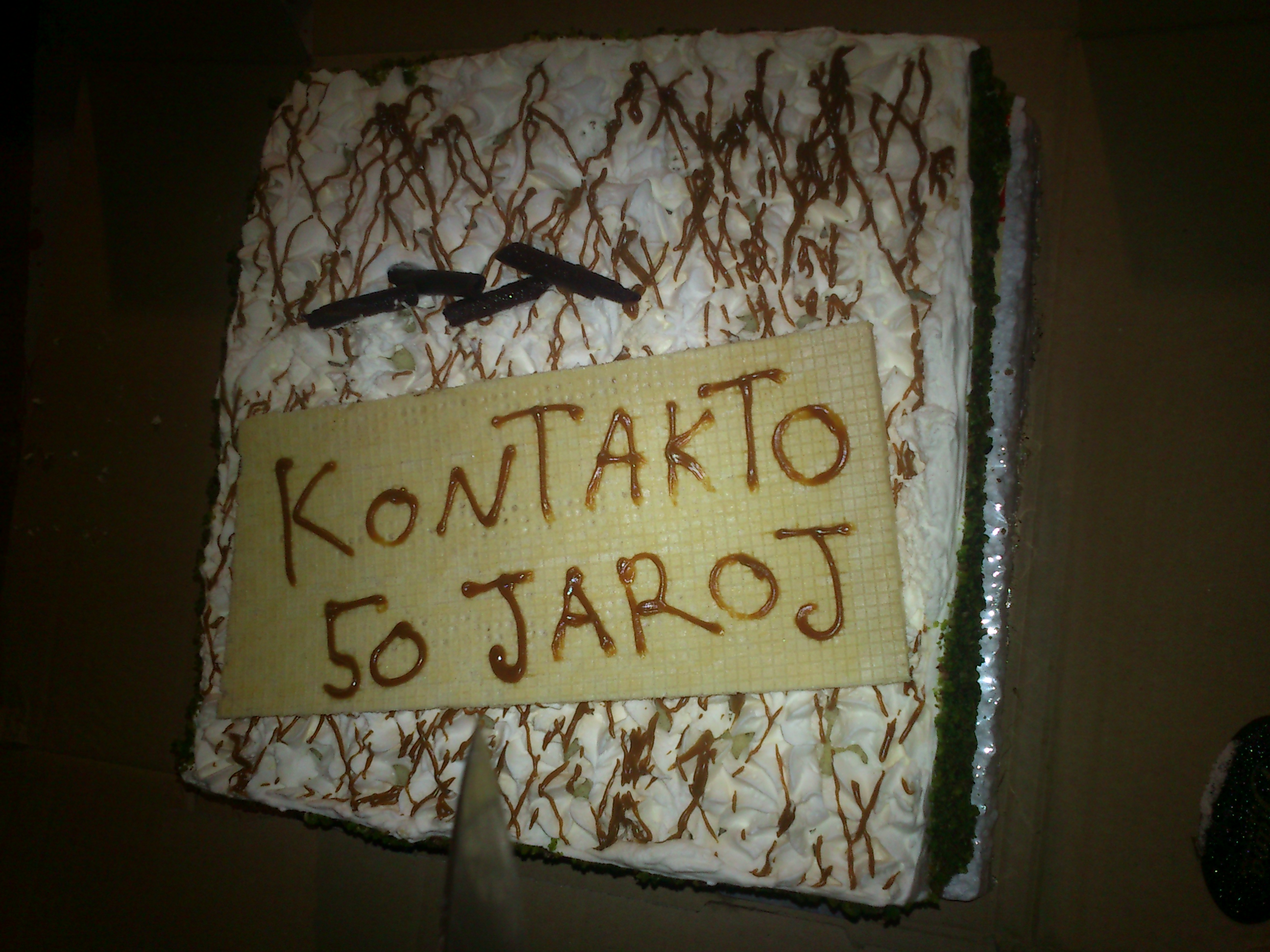
کیک پنجاه سالگی مجلهٔ کونتاکتو در شست و نهمین کنگرهٔ بین‌المللی جوانان اسپرانتیست

| نام (به لاتین)              | نام (به فارسی)             | سال‌های فعالیت   |
| --------------------------- | -------------------------- | --------------- |
| Humphrey R. Tonkin          | همفری تونکین               | ۱۹۶۳ الی ۱۹۶۶   |
| Stefan Maul                 | استفان مال                 | ۱۹۶۶ الی ۱۹۶۸   |
| Roman Dobrzyński            | رومان دوبرزینسکی           | ۱۹۶۸ الی ۱۹۷۰   |
| Ulrich Lins, Simo Milojević | اولریش لینز، سیمو میلویویک | ۱۹۷۰ الی ۱۹۷۴   |
| Hans Zeilinger              | هانس زیلینگر               | ۱۹۷۰ الی ۱۹۷۳   |
| Wim Jansen                  | ویم یانسن                  | ۱۹۷۳ الی ۱۹۷۴   |
| Giorgio Silfer              | گیورگیو سیلفر              | ۱۹۷۵ الی ۱۹۷۷   |
| Jouko Lindstedt             | یوکو لیندستدت              | ۱۹۷۷ الی ۱۹۷۸   |
| Stefan MacGill              | استفان مکگیل               | ۱۹۷۸ الی ۱۹۸۶   |
| Giulio Cappa                | جولیو کاپا                 | ۱۹۷۸ الی ۱۹۷۹   |
| Dario Besseghini            | داریو بسگینی               | ۱۹۸۰ الی ۱۹۸۵   |
| Anna Löwenstein             | آنا لونشتاین               | -               |
| Leif Nordenstorm            | لیف نوردنستورم             | ۱۹۸۳ الی ۱۹۸۹   |
| Francisco Javier Moleón     | فرانسیسکو خاویر مولئون     | -               |
| István Ertl                 | ایستوان ارتل               | ۱۹۹۰ الی ۱۹۹۱   |
| Francisco Veuthey           | فرانسیسکو ووتی             | ۱۹۹۲ الی ۱۹۹۸   |
| Sabira Ståhlberg            | سابیرا استالبرگ            | ۱۹۹۸ الی ۲۰۰۱   |
| Ĵenja Amis                  | ژنا آمیس                   | ۲۰۰۲ الی ۲۰۰۷   |
| Paŭlo Moĵajev               | پائلو موژایف               | ۲۰۰۷ الی ۲۰۱۰   |
| Rogener Pavinski            | راجر پاوینسکی              | ۲۰۱۰ تا هم‌اکنون |